# Banda Bassotti
Banda Bassotti е италианска ска-пънк група, която пропагандира леви идеи. Създадена е през 1981 година в Рим, Италия.
Групата подкрепят политическите възгледи на народната съпротива в Никарагуа, Салвадор, Страната на Баските и Палестина, както и политиката на левите правителства в Латинска Америка – на Куба, Венецуела, Еквадор и др. През 1987 те решават да съдадат група, вдъхновени от музиката на The Clash и The Specials, за да изразят чрез своите песни гласа на хората, чиито възгледи те споделят.
През 1991 година Banda Bassotti издават своя първи албум „Figli Della Stessa Rabbia“. Албумът им носи огромен успех и позволява на групата да стане известна и извън пределите на Италия.
През 1995 година те издават втория и третия си албум – „Avanzo Di Cantiere“ и „Bella Ciao“. „Avanzo Di Cantiere“ е записан в Испания, съвместно с китариста на групата Negu Gorriak (баска рок-група) Каки Аркаразо. След издаването на албума Banda Bassotti тръгват на турне в Италия.
В средата на 1996 година заради натрупаната умора и трудности при съвместяването на работата и музиката (членовете са обикновени работници и не са престанали да работят професиите си) групата решава да се разпусне.
През март 2001 година Banda Bassotti се завръща на музикалната сцена и добавя духова секция в изпълненията си. През месец май 2001 Gridalo Forte Records издава лайв албум от този концерт „Un Altro Giorno D’Amore“.
През март 2002 след 7-годишно прекъсване излиза нов студиен албум – „L’altra Faccia Dell’Impero“ Промоционалният тур на този албум обхваща множество концерти из Италия, Испания, Япония. Те закриват рок-фестивала Fuji Rock, непосредствено след Red Hot Chili Peppers, където изпълняват световния комунистически, партизански и комунистически марш „Bella Ciao“.
В следващите години, виждайки острата политическа обстановка в света, свързана с провежданата от Джордж Уокър Буш и Силвио Берлускони политика, те решават да запишат „Asi Es Mi Vida“ – албум, съставен от най-популярните политически песни по света.
През 2004 те издават „Amore E Odio“ и тръгват за първи път на турне в Германия. Banda Bassotti свирят също и на „Deconstruction Tour“, европейски аналог на Warped Tour, заедно със Strike Anywhere, Mad Caddies, Boysetsfire.
През 2006 издават албума „Vecchi Cani Bastardi“, в който влиза и кавър на „Revolution Rock“ на Джо Стръмър. Следва албумът „Viento Lucha Y Sol“, а през 2010 – „Live at SO36 – Berlin“.